# Llista de bancs de São Tomé i Príncipe
Aquesta és una llista de bancs comercials a São Tomé i Príncipe
1. Afriland First Bank
2. Banco Equador
3. Banco Internacional de São Tomé e Príncipe
4. Banc Comercial de São Tome i Príncipe
5. Ecobank
6. Island Bank
7. National Investment Bank
8. Energy Bank - Un subsidiari de Global Fleet Group